# Lunds Akademiska Ryttarsällskap

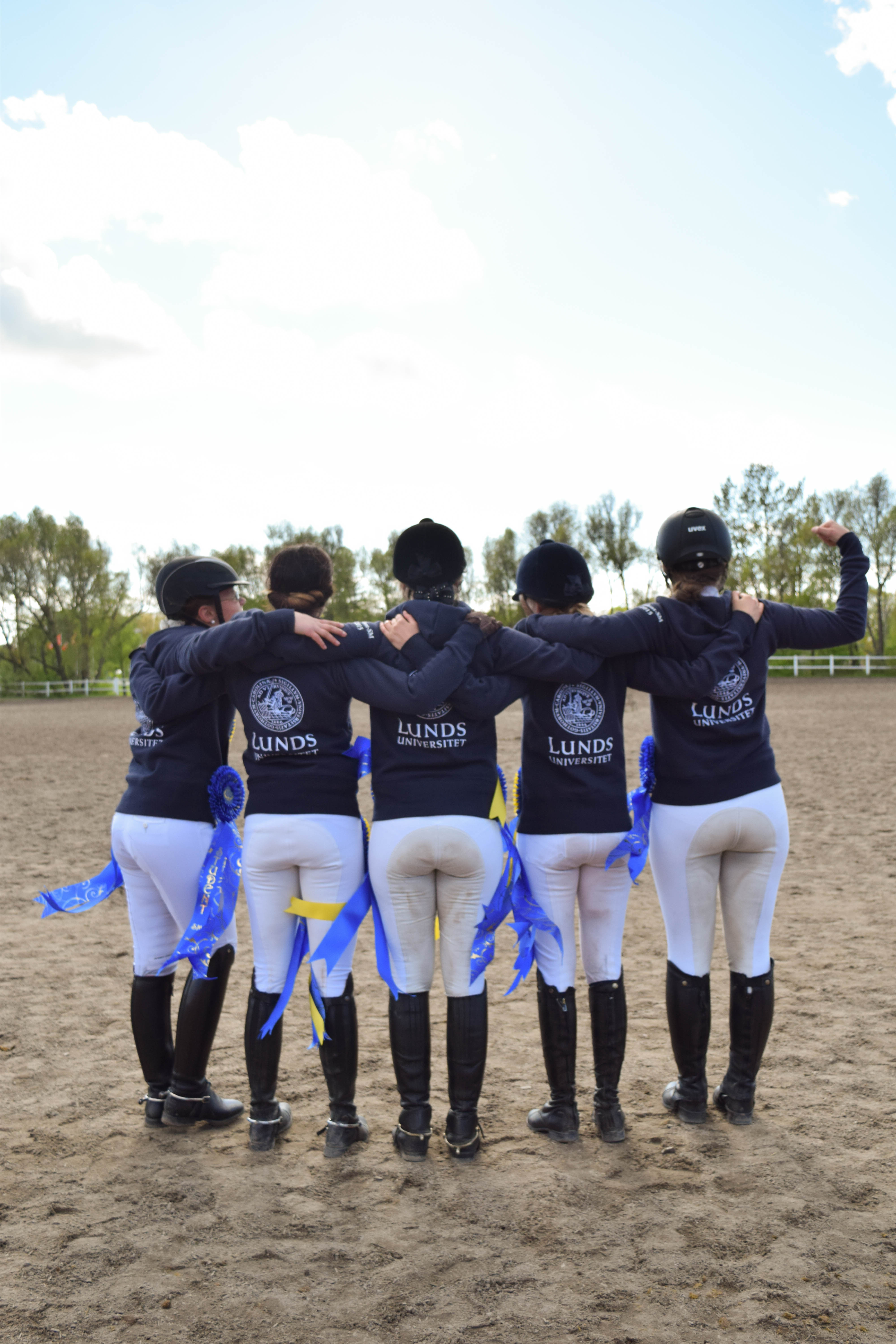
LARS lag i Student-SM i Ridsport 2015

LARS - Lunds Akademiska Ryttarsällskap, är en ideell, av Akademiska Föreningen erkänd, förening med uppgift att främja utövandet av ridsporten bland universitets- och högskolestuderande i öresundsområdet. Föreningen har funnits sedan 1959 och fortfarande samlas hästintresserade studenter för att upprätthålla sitt intresse under studietiden tillsammans med andra likasinnade. Föreningen anordnar årligen klubbmästerskap i hoppning och dressyr, skickar lag till Student-SM samt ryttare till internationella tävlingar. 

## Aktiviteter
LARS är en förening för alla hästintresserade studenter, därför anordnas bland annat klubbmästerskap på lånade hästar och grundomgången går på en nivå alla kan känna sig bekväma med. 
Varje vecka har LARS en ridgrupp på Lunds Civila Ryttarförenings anläggning för medlemmar utan egna hästar. 
Föreningen anordnar även sittningar, baler, stallmys och pubkvällar.

## Föreningsstruktur
LARS är en av sex studentryttarföreningar i Sverige, dessa hålls samman av Svenska Akademiska Ryttarförbundet (SAR) som i sin tur är medlem i det internationella förbundet AIEC (Association des Etudiants Cavaliers). Samtliga föreningar är även med i Sveriges Akademiska Idrottsförbund (SAIF). Förutom detta har LARS ett samarbete med Lunds Civila Ryttarförening (LCR) och Akademiska Föreningen (AF).

## Alumniverksamhet
Sen 2015 har LARS en Alumniförening som arbetar med att alumner ska hålla kontakten även efter studentlivet.